# Traités de Londres (2010)
Pour les articles homonymes, voir Traité de Londres.

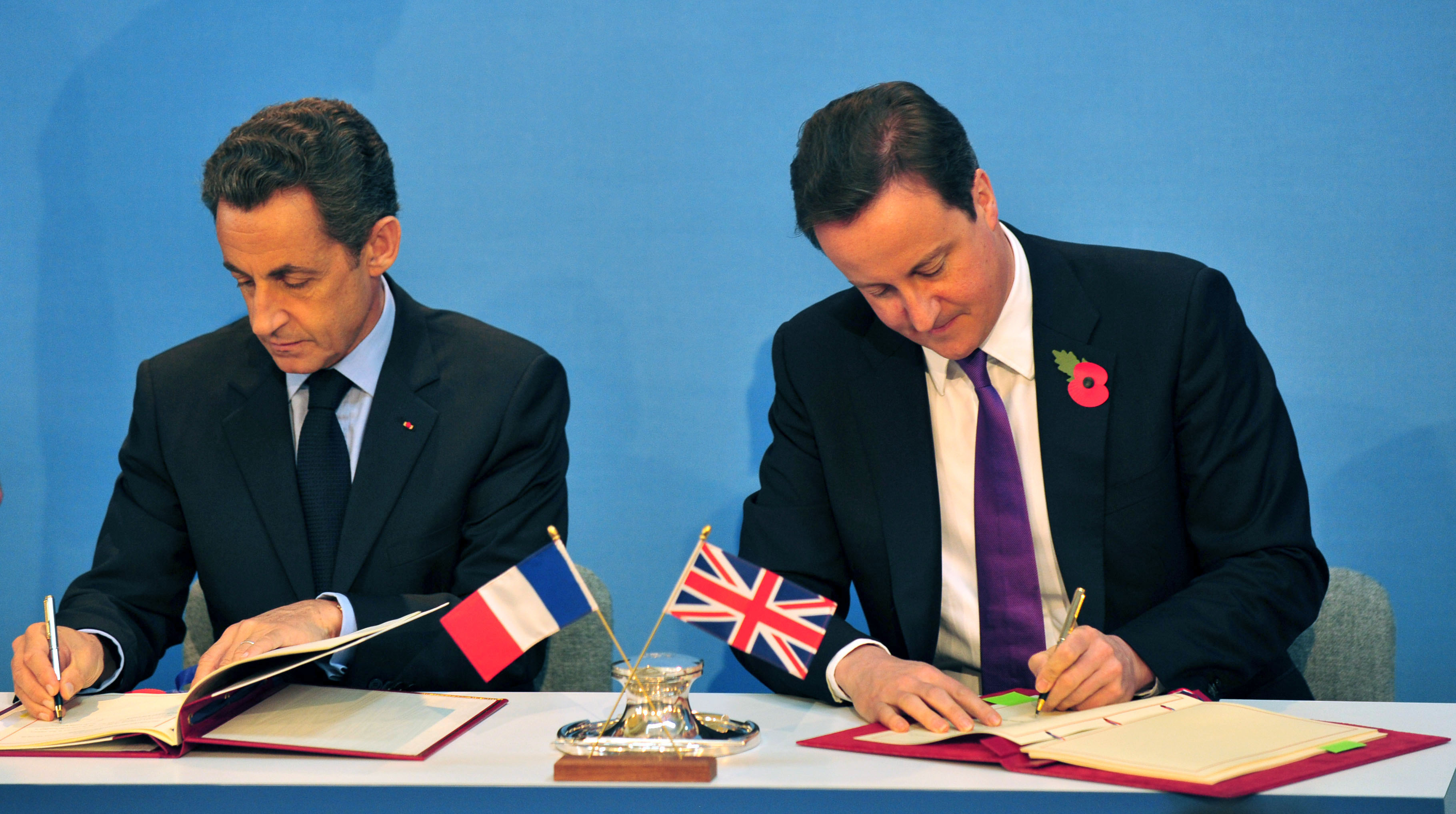

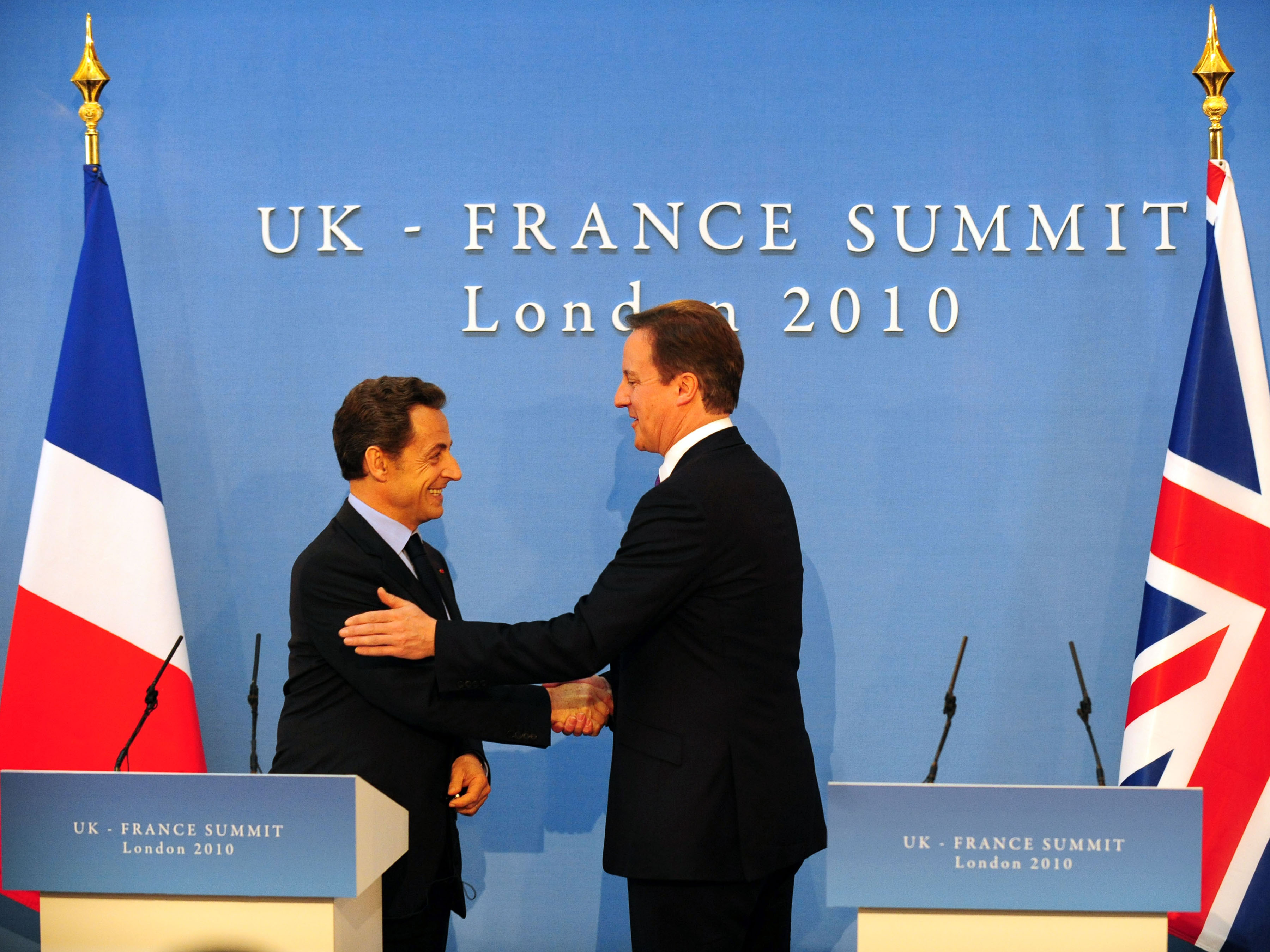

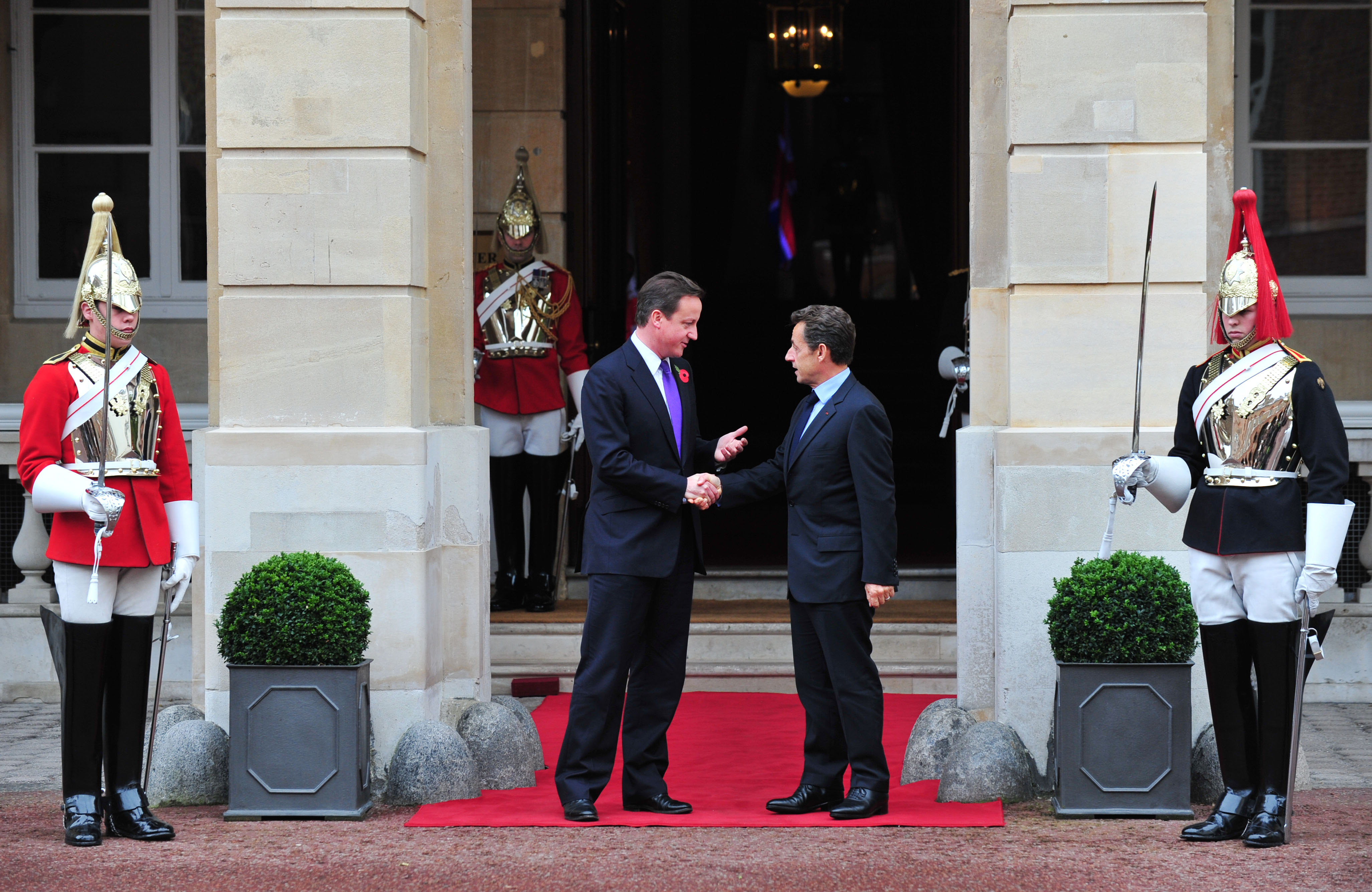

Les traités de Londres ou accords de Lancaster House sont les deux traités militaires signés lors du sommet franco-britannique de Londres, à Lancaster House, par le président français Nicolas Sarkozy et le Premier ministre du Royaume-Uni David Cameron le 2 novembre 2010.

## Signature des traités

La France (en bleu) et le Royaume-Uni (en rouge).

Les traités du 2 novembre 2010 visent à renforcer la coopération franco-britannique dans le domaine de la défense et succède à celui conclu en 1947 entre les deux pays.
Le premier est un traité « relatif à des installations radiographiques et hydrodynamiques communes ». Il concerne le développement et l'emploi des armes nucléaires.
Le deuxième est un traité de « coopération en matière de défense et de sécurité ». Il concerne « le déploiement et l’emploi des forces armées », les « transferts de technologies » entre les deux industries de l'armement, les programmes d'achats d'armements, les échanges d'informations.
Dans un communiqué publié à l'issue du sommet de Lancaster House de 2010, les gouvernements français et britannique déclarent : « Nous [France et Royaume-Uni] sommes déterminés à jouer un rôle leader en matière de sécurité et de défense. La sécurité et la prospérité sont indissociables. »  Il souligne « un niveau de confiance mutuelle sans précédent dans notre histoire », la nécessité de « faire face ensemble à de nouveaux défis tels que la prolifération des armes de destruction massive et des missiles balistiques, le terrorisme, les cyberattaques... » d'avoir « des capacités de défense robustes, qui puissent être déployées rapidement et puissent agir ensemble et avec un grand nombre d'alliés ».
La construction d'une installation pour tester les bombes nucléaires dans un centre du Commissariat à l'énergie atomique (CEA) en France est prévue pour 2016-2017[réf. obsolète].

## Rapprochement franco-britannique
Le Royaume-Uni et la France renforcent leur coopération militaire sur la base de ces traités.
La gestion courante de la coopération est confiée à un "Groupe de haut niveau" constitué de représentants des deux pays nommés par le Président de la République française et le Premier ministre britannique. Ce groupe de travail a notamment la charge de proposer de nouveaux domaines potentiels de coopération ainsi que de régler les éventuels litiges entre les parties.
Les deux gouvernements s'engagent à dresser chaque année un bilan permettant d'évaluer la qualité de la coopération déjà mise en place et de dessiner les évolutions futures de cette dernière. Cet état des lieux ainsi que les annonces relatives aux pistes de travail sont rendus publics à l'occasion d'un sommet réunissant les deux gouvernements.

### Force expéditionnaire commune interarmées / État-major de force commun déployable
Les deux gouvernements ont décidé de créer une force expéditionnaire commune interarmées (en anglais, Combined Joint Expeditionary Force - CJEF). Le but de cette force est de permettre, d’ici 2016, de disposer d’une capacité conjointe pouvant être engagée dans des opérations bilatérales, mais également dans le cadre d’une coalition internationale (OTAN, UE ou ONU). Il y a aussi un objectif, à terme, de créer un état-major de force commune déployable (en anglais, Combined Joint Force Headquarter – CJFHQ).

### Guerre de Libye
L'intervention militaire de 2011 en Libye est la démonstration de ce rapprochement. Les deux pays mènent conjointement 80 % des raids aériens contre l'armée de Mouammar Kadhafi. C'est leur première opération militaire commune en Afrique du Nord depuis la crise du canal de Suez de 1956. Les deux pays se félicitent du « succès » de l'opération qui a « consolidé [leur] partenariat ». A contrario, la distance diplomatique avec l'Allemagne s'amplifie lors de la crise libyenne. L'Allemagne s'abstient au conseil de sécurité de l'ONU lors du vote de la Résolution 1973 du Conseil de sécurité des Nations unies autorisant le recours à la force en Libye. L'Allemagne ne participe pas aux hostilités. Selon l'expert militaire Dimitry Queloz, cette guerre a surtout révélé « à quel degré de faiblesse les différentes armées européennes en sont arrivées ».

### Tensions avec l'Iran
Un « groupe de haut niveau franco-britannique » est créé suivant les traités de Londres, afin de coordonner les actions des deux pays. Le 9 novembre 2011, le groupe de travail demande de nouvelles sanctions contre l'Iran s'il continue de développer des armes de destruction massive. Le communiqué conjoint affirme : « Notre objectif demeure que l'Iran se conforme pleinement à ses obligations internationales. »

### Cyber-sécurité
Lors du Sommet de 2018 à Sandhurst, la France et le Royaume-Uni se sont engagés à mettre en œuvre un dialogue stratégique annuel sur les cyber-menaces, en particulier pour « empêcher, atténuer et augmenter le coût des cyber-attaques malveillantes des criminels, des acteurs étatiques et de leurs mandataires, y compris ceux qui cherchent à s’ingérer dans les processus démocratiques internes des États ».

### Échange de données
Les deux gouvernements s’engagent à faciliter le partage de données classifiées relatives aux technologies développées en commun ainsi qu’à certaines actions sur le plan opérationnel. Ces échanges ne doivent cependant pas aller à l’encontre de la sécurité nationale.

### Équipements et capacités

#### A400M
Les deux gouvernements s’engagent à développer un plan de soutien commun pour les futurs A400M commandés par les deux pays. Le but est de réduire les coûts, améliorer la disponibilité des avions et de développer une future coopération dans les domaines de la maintenance, de la logistique et de la formation. En 2014, la Direction générale de l’Armement et le Defence Equipment and Support, par l’intermédiaire de l’OCCAR (Organisation conjointe de coopération en matière d’armement), notifient à Airbus, un contrat de maintien en condition opérationnelle (MCO).

#### Guerre des mines
Le programme franco-britannique de guerre des mines, baptisé MMCM (Maritime Mine Counter Measures) est notifié en mars 2015 par la DGA et DE&S. Il associe Thales et BAE Systems ainsi que leur chaîne de sous-traitance, comprenant notamment ECA, ASV, Saab et Kongsberg. « Il permet à la France et au Royaume-Uni d’initier conjointement le développement d’une nouvelle capacité stratégique et interopérable entre les deux marines. »
Le contrat prévoit la livraison d'un système à chacune des marines, française et britannique, en avril 2020.

### Fabrication d'un drone commun
Les deux pays s’engagent à travailler conjointement pour développer une nouvelle génération de drones de surveillance moyenne altitude et longue endurance (MALE).
Dès 2011, les groupes français Dassault Aviation et britannique BAE Systems annoncent la signature d’un MoU visant à développer un drone MALE baptisé Telemos,. Le partage industriel défini par les deux constructeurs donnait à BAE la maîtrise d’œuvre générale de l’avion et son intégration tandis que Dassault était responsable des systèmes. Ce projet est abandonné en 2013.
Le 16 février 2012, la France et le Royaume-Uni signent une lettre d'intention portant sur l'étude en commun de drones militaires, lançant ainsi le projet FCAS-DP (future combat air system - demonstration program) qui doit permettre de développer un drone de combat ou UCAV (unmanned combat aerial vehicle). Les industriels impliqués sont Dassault et BAES en tant qu'avionneurs, Snecma et Rolls-Royce pour la motorisation, ainsi que Thales et Selex pour les senseurs et communications. Une nouvelle étape est franchie en 2014 avec la signature d’une déclaration d'intention portant sur le lancement d'une phase de faisabilité d'une durée de 24 mois. À la fin de cette dernière, les Britanniques décident finalement de ne pas donner suite à ce projet.

### Optimisation et rationalisation du secteur missilier
Paris et Londres s’engagent à soutenir la mise en place d’un « maître d’œuvre industriel européen unique » qui vise à rationaliser le secteur des missiles. Les deux pays conviennent d’une « dépendance mutuelle » tout en préservant leur autonomie stratégique respective. Il s’agit de réduire les frais de développement et d’optimiser les investissements : cette approche vise à réduire les coûts d’environ 30 % chez le missilier européen MBDA.

#### Fabrication d’un missile commun
En mars 2017, le Délégué général pour l'armement, et son homologue britannique, la ministre pour les acquisitions de Défense, signent un accord pour le lancement d’une phase d’études de trois ans visant à développer un nouveau missile longue portée destiné aux Marines et aux Armées de l’Air des deux pays. Les deux nations s’engagent à verser un total de 100 millions d’euros pour mener l’étude à son terme ainsi qu’à mettre en commun leurs technologies et moyens d’essais.
Baptisé Futur Missile Antinavires/Futur Missile de Croisière (FMAN/FMC), le programme doit permettre de développer le remplaçant des missiles Exocet, Harpoon, SCALP et Storm Shadow.

#### Mise en place de Centres d’Excellence
En septembre 2015, par le Ministre de la Défense Jean-Yves Le Drian et le Secrétaire d’État à la Défense (Secretary of State for Defence) Michael Fallon, signent un accord relatif à la mise en œuvre des Centres d’Excellence dans le secteur missilier. Ces centres techniques doivent permettre de limiter les redondances technologiques en répartissant les compétences techniques et les savoir-faire entre les deux parties. Les technologies développées dans ce cadre sont ensuite intégrées aux différents programmes de MBDA. Cela permet de rationaliser les coûts de développement grâce à une intégration industrielle effective et garantit une pérennisation de l’outil industriel des deux côtés de la Manche tout en liant les deux nations par le biais d’une « interdépendance progressive et contrôlée »,.
L’accord est ratifié par les parlements français et britannique en octobre 2016 et prévoit l’ouverture de huit Centres d’Excellence,.

### Arsenaux nucléaires
Français et Britanniques, les seules puissances nucléaires ouest-européennes, prévoient une installation commune à Valduc (France) où sera « modélisée la performance des têtes nucléaires et des équipements associés, afin d’en assurer la viabilité, la sécurité et la sûreté à long terme ». Un centre de développement technologique commun à Atomic Weapons Establishment de Aldermaston (Royaume-Uni) soutiendra ce projet.

### Europe de la défense
La politique étrangère et de sécurité commune fait les frais de ce rapprochement entre Londres et Paris. Le bilatéralisme des traités de Lancaster House freine les projets d'Europe de la défense traditionnellement soutenus par la politique étrangère française. Ainsi, la France a abandonné son projet de quartier général autonome européen, auquel la Grande-Bretagne est opposé. Alastair Cameron du Royal United Services Institute, explique les traités : 

« Le fait que l'approche bilatérale ait primé sur le multilatéral a été essentiel. La majorité des Britanniques considèrent en effet que l'Europe de la Défense est une distraction stratégique qui n'a pas fait ses preuves sur le terrain. Le traité de Lancaster permettait de faire de l'européen sans Union européenne. »

## Sources